# 1390
Il 1390 (MCCCXC in numeri romani) è un anno  del XIV secolo.

## Eventi
- Per la prima volta una donna, Dorotea Bucca, ricoprì il ruolo di docente universitaria.
- 7 giugno: con la posa della prima pietra, iniziò a Bologna la costruzione della Basilica di San Petronio.

## Nati
- 1º gennaio - Dietrich di Oldenburg, nobile tedesco († 1440)
- 21 giugno - Margherita di Savoia, religiosa italiana († 1464)
- 23 giugno - Giovanni da Kęty, presbitero, fisico e teologo polacco († 1473)
- 29 settembre - Giovanni Benci, politico e banchiere italiano († 1455)
- 3 ottobre - Umfredo Plantageneto, duca di Gloucester, principe inglese († 1447)
- 12 ottobre - Ercolano da Piegaro, presbitero italiano († 1451)
- 27 dicembre - Anna Mortimer, nobile britannica († 1411)
- Maddalena Albrici, religiosa italiana († 1465)
- Giovanni Arcolano, medico italiano († 1458)
- Arnau Fonolleda, politico spagnolo († 1475)
- Malatesta I Baglioni, condottiero italiano († 1437)
- Francesco Barbaro, umanista, politico e diplomatico italiano († 1454)
- Vitaliano I Borromeo, nobile, banchiere e politico italiano († 1449)
- Giacomo Bracelli, storico e diplomatico italiano († 1466)
- Domìzio Brocardo, poeta italiano († 1450)
- Pietro Capucci, religioso italiano († 1445)
- Antonio Cerdá y Lloscos, cardinale e arcivescovo cattolico spagnolo († 1459)
- Ludovico Colonna, condottiero italiano († 1436)
- Guglielmo II Crispo, duca († 1463)
- Engelbrekt Engelbrektsson, rivoluzionario svedese († 1436)
- Étienne de Vignolles, generale francese († 1443)
- Bartolomeo Fioravanti, architetto italiano († 1462)
- Fioravante Fioravanti, architetto italiano
- Pietro I di Lussemburgo-Saint Pol, nobile francese († 1433)
- Pandolfo Malatesta, arcivescovo cattolico italiano († 1441)
- Eustache Marcadé, drammaturgo, poeta e teologo francese († 1440)
- Bernat Martorell, pittore spagnolo († 1452)
- Cristoforo Moro, doge († 1471)
- Hernán Peraza il Vecchio, condottiero spagnolo († 1452)
- Giovanni Petrucci, giurista italiano († 1464)
- Arcangelo da Calatafimi, presbitero e religioso italiano († 1460)
- Pietro Regalado, religioso, presbitero e santo spagnolo († 1456)
- Al-Musta'in, califfo arabo († 1430)
- Otón de Montcada y de Luna, cardinale e vescovo cattolico spagnolo († 1473)
- Contessina de' Bardi, sovrana italiana († 1473)
- Elisabetta di Görlitz, duchessa († 1451)

## Morti
- 11 gennaio - Iohannes Fabri, vescovo cattolico, abate e ambasciatore francese (n. 1320)
- 26 gennaio - Giacomo Tolomei, vescovo cattolico italiano
- 16 febbraio - Roberto I del Palatinato, conte (n. 1309)
- 20 marzo - Alessio III di Trebisonda, imperatore bizantino (n. 1338)
- 27 marzo - Edvige di Żagań, nobile polacca
- 13 aprile - Corrado di Gelnhausen, teologo e presbitero tedesco
- 19 aprile - Roberto II di Scozia, re scozzese (n. 1316)
- 7 giugno - Amaury de Lautrec, cardinale e vescovo cattolico francese
- 17 giugno - Tommaso di Casasco, cardinale italiano
- 21 giugno - Bonifacio Lupi, politico e condottiero italiano (n. 1316)
- 8 luglio - Alberto di Sassonia, filosofo e vescovo cattolico tedesco (n. 1316)
- 10 luglio - Marco Frisoni, ingegnere italiano
- 10 luglio - Tommaso Orsini, cardinale italiano
- 11 luglio - Lombardo della Seta, umanista e letterato italiano
- 16 luglio - Andrea Bontempi, cardinale e arcivescovo cattolico italiano (n. 1326)
- 17 agosto - Pierre de Sortenac, cardinale francese
- 20 agosto - Konrad Zöllner von Rothenstein, nobile tedesco
- 31 agosto - Bartolomeo di San Severino della Marca, cavaliere medievale e condottiero italiano
- 9 settembre - Alberto di Ortenburg, vescovo cattolico austriaco
- 16 settembre - Karigaila, nobile lituano
- 23 settembre - Giovanni I di Lorena, duca francese (n. 1346)
- 9 ottobre - Giovanni I di Castiglia, re (n. 1358)
- 22 novembre - Miklós Toldi, nobile ungherese (n. 1320)
- Ibn Abbad al-Rundi, mistico marocchino (n. 1333)
- Giovanni da Baiso, intagliatore, scultore e intarsiatore italiano
- Domenico Fregoso, doge (n. 1325)
- Hafez, mistico e poeta persiano (n. 1315)
- Keraca di Bulgaria, principessa bulgara (n. 1348)
- Gabriele I Malaspina, nobile italiano
- Michele Panareto, storico bizantino (n. 1320)
- Buonaccorso da Montemagno il Vecchio, poeta italiano (n. 1313)
- Francesco Renzio, cardinale italiano
- Giovanni d'Azzo degli Ubaldini, condottiero italiano

## Calendario
| Calendario 1390 | Calendario 1390 | Calendario 1390 | Calendario 1390 | Calendario 1390 | Calendario 1390 | Calendario 1390 | Calendario 1390 | Calendario 1390 | Calendario 1390 | Calendario 1390 | Calendario 1390 | Calendario 1390 | Calendario 1390 | Calendario 1390 | Calendario 1390 | Calendario 1390 | Calendario 1390 | Calendario 1390 | Calendario 1390 | Calendario 1390 | Calendario 1390 | Calendario 1390 | Calendario 1390 | Calendario 1390 | Calendario 1390 | Calendario 1390 | Calendario 1390 | Calendario 1390 | Calendario 1390 | Calendario 1390 | Calendario 1390 | Calendario 1390 |
| --------------- | --------------- | --------------- | --------------- | --------------- | --------------- | --------------- | --------------- | --------------- | --------------- | --------------- | --------------- | --------------- | --------------- | --------------- | --------------- | --------------- | --------------- | --------------- | --------------- | --------------- | --------------- | --------------- | --------------- | --------------- | --------------- | --------------- | --------------- | --------------- | --------------- | --------------- | --------------- | --------------- |
|                 | 1               | 2               | 3               | 4               | 5               | 6               | 7               | 8               | 9               | 10              | 11              | 12              | 13              | 14              | 15              | 16              | 17              | 18              | 19              | 20              | 21              | 22              | 23              | 24              | 25              | 26              | 27              | 28              | 29              | 30              | 31              |                 |
| Gennaio         | Sa              | Do              | Lu              | Ma              | Me              | Gi              | Ve              | Sa              | Do              | Lu              | Ma              | Me              | Gi              | Ve              | Sa              | Do              | Lu              | Ma              | Me              | Gi              | Ve              | Sa              | Do              | Lu              | Ma              | Me              | Gi              | Ve              | Sa              | Do              | Lu              |                 |
| Febbraio        | Ma              | Me              | Gi              | Ve              | Sa              | Do              | Lu              | Ma              | Me              | Gi              | Ve              | Sa              | Do              | Lu              | Ma              | Me              | Gi              | Ve              | Sa              | Do              | Lu              | Ma              | Me              | Gi              | Ve              | Sa              | Do              | Lu              |                 |                 |                 |                 |
| Marzo           | Ma              | Me              | Gi              | Ve              | Sa              | Do              | Lu              | Ma              | Me              | Gi              | Ve              | Sa              | Do              | Lu              | Ma              | Me              | Gi              | Ve              | Sa              | Do              | Lu              | Ma              | Me              | Gi              | Ve              | Sa              | Do              | Lu              | Ma              | Me              | Gi              |                 |
| Aprile          | Ve              | Sa              | Do              | Lu              | Ma              | Me              | Gi              | Ve              | Sa              | Do              | Lu              | Ma              | Me              | Gi              | Ve              | Sa              | Do              | Lu              | Ma              | Me              | Gi              | Ve              | Sa              | Do              | Lu              | Ma              | Me              | Gi              | Ve              | Sa              |                 |                 |
| Maggio          | Do              | Lu              | Ma              | Me              | Gi              | Ve              | Sa              | Do              | Lu              | Ma              | Me              | Gi              | Ve              | Sa              | Do              | Lu              | Ma              | Me              | Gi              | Ve              | Sa              | Do              | Lu              | Ma              | Me              | Gi              | Ve              | Sa              | Do              | Lu              | Ma              |                 |
| Giugno          | Me              | Gi              | Ve              | Sa              | Do              | Lu              | Ma              | Me              | Gi              | Ve              | Sa              | Do              | Lu              | Ma              | Me              | Gi              | Ve              | Sa              | Do              | Lu              | Ma              | Me              | Gi              | Ve              | Sa              | Do              | Lu              | Ma              | Me              | Gi              |                 |                 |
| Luglio          | Ve              | Sa              | Do              | Lu              | Ma              | Me              | Gi              | Ve              | Sa              | Do              | Lu              | Ma              | Me              | Gi              | Ve              | Sa              | Do              | Lu              | Ma              | Me              | Gi              | Ve              | Sa              | Do              | Lu              | Ma              | Me              | Gi              | Ve              | Sa              | Do              |                 |
| Agosto          | Lu              | Ma              | Me              | Gi              | Ve              | Sa              | Do              | Lu              | Ma              | Me              | Gi              | Ve              | Sa              | Do              | Lu              | Ma              | Me              | Gi              | Ve              | Sa              | Do              | Lu              | Ma              | Me              | Gi              | Ve              | Sa              | Do              | Lu              | Ma              | Me              |                 |
| Settembre       | Gi              | Ve              | Sa              | Do              | Lu              | Ma              | Me              | Gi              | Ve              | Sa              | Do              | Lu              | Ma              | Me              | Gi              | Ve              | Sa              | Do              | Lu              | Ma              | Me              | Gi              | Ve              | Sa              | Do              | Lu              | Ma              | Me              | Gi              | Ve              |                 |                 |
| Ottobre         | Sa              | Do              | Lu              | Ma              | Me              | Gi              | Ve              | Sa              | Do              | Lu              | Ma              | Me              | Gi              | Ve              | Sa              | Do              | Lu              | Ma              | Me              | Gi              | Ve              | Sa              | Do              | Lu              | Ma              | Me              | Gi              | Ve              | Sa              | Do              | Lu              |                 |
| Novembre        | Ma              | Me              | Gi              | Ve              | Sa              | Do              | Lu              | Ma              | Me              | Gi              | Ve              | Sa              | Do              | Lu              | Ma              | Me              | Gi              | Ve              | Sa              | Do              | Lu              | Ma              | Me              | Gi              | Ve              | Sa              | Do              | Lu              | Ma              | Me              |                 |                 |
| Dicembre        | Gi              | Ve              | Sa              | Do              | Lu              | Ma              | Me              | Gi              | Ve              | Sa              | Do              | Lu              | Ma              | Me              | Gi              | Ve              | Sa              | Do              | Lu              | Ma              | Me              | Gi              | Ve              | Sa              | Do              | Lu              | Ma              | Me              | Gi              | Ve              | Sa              |                 |